# Dactyloctenium aristatum
Dactyloctenium aristatum är en gräsart som beskrevs av Heinrich Friedrich Link. Dactyloctenium aristatum ingår i släktet knapphirser, och familjen gräs. Inga underarter finns listade i Catalogue of Life.